# Петров, Пётр Поликарпович
Пётр Полика́рпович Петро́в (13 [25] января 1892 — 23 октября 1941) — русский советский писатель

, литератор.
Участник гражданской войны в Сибири, председатель Объединённого совета Степно-Баджейской партизанской республики, заведующий агитотделом партизанской армии, главный редактор газеты «Соха и молот» (Минусинск, 1919—1920), член редколлегии журнала «Будущая Сибирь» (Иркутск).

## Биография
Родился 13 (25) января 1892 года в селе Перовское Канского округа Енисейской губернии в семье крестьян, окончил двухклассную школу.
В 1915—1917 годах был на военной службе. В 1917 году был избран в первый Канский совдеп. Делегат Первого, Второго Всесибирского съезда Советов. Дважды избирался в состав Центрального Исполнительного Комитета Советов Сибири.
Во время Гражданской войны был участником партизанского движения, председателем Объединённого совета Степно-Баджейской партизанской республики, заведующим агитотделом партизанской армии, главным редактором газеты «Соха и молот» (Минусинск, 1919—1920).
В 1924 году окончил Красноярский институт народного образования, работал методистом в Енисейском союзе кооператоров.
Делегат Первого съезда писателей СССР (1934). Был членом редколлегии журнала «Будущая Сибирь», членом правления Восточно-Сибирского отделения писателей, литературным консультантом при краевом издательстве.
Репрессирован. Скончался 23 октября 1941 года. Посмертно реабилитирован 1 марта 1957 года Военным трибуналом ЗабВО.

## Творчество
Первые произведения — статьи «Степно-Баджейские партизаны» (1926) и «Партизаны в Урянхайском крае (воспоминания участника)», а также поэму «Партизаны» (1927) опубликовал в журнале «Сибирские огни».
В 1928 году в Новосибирске вышла первая книга — отдельное издание поэмы «Партизаны».
Романы «Подсада» (1935), «Половодье» (1936), повести «Саяны шумят», «Крутые перевалы» (1933), «Памятная скала» посвящены Гражданской войне, роман «Борель» (1928) — периоду НЭПа, романы «Шайтан-поле» (1933) и «Золото» (1934) — периоду первой пятилетки.
Состоял в переписке с Максимом Горьким и Вячеславом Шишковым.
Последняя книга, оставшаяся в рукописи, — роман «Ветошь».

## Избранная библиография
- Партизаны: Поэма. — Новосибирск, 1928. — 36 с. — тираж 2 000 экз.
- Борель: Роман. — М.: Федерация, 1931. — 211 с. — тираж 5 000 экз.
- Крутые перевалы. Избранные сочинения : Шайтан-Поле. Крутые Перевалы. Борель. Иркутск . 1933 .-296 с.-тираж 4150
- Золото: Роман. — М. — Иркутск, 1934.
- Партизанские были: Сборник записок, дневников, воспоминаний. — М., 1958.
- Борель, Золото: Романы. — Новосибирск: Кн. изд-во, 1960. — 448 с., порт. — тираж 75 000 экз. — («Б-ка сиб. романа»).
- Золото: Роман. — Иркутск: Вост.-Сиб. кн. изд-во, 1970. — 295 с. — тираж 75 000 экз.
- Борель, Золото: Романы. — Красноярск: Кн. изд-во, 1980. — 408 с., ил. — тираж 50 000 экз. — («Писатели на берегах Енисея»).
- Золото: Романы, очерки. — Иркутск: Вост.-Сиб. кн. изд-во, 1993. — 556 с., порт. — тиаж 15 000 экз. — ISBN 5-7424-0450-6. — («Литературные памятники Сибири»)[2].

## Награды
- Почётная грамота Реввоенсовета СССР — за участие в партизанском движении.

## Память
- Именем Петрова названа улица в Иркутске[3].
- Имя Петрова носит Дом литераторов в Иркутске (ул. Степана Разина, 40)[4].
- В Иркутске на доме, где жил и работал Пётр Петров, в память о нём установлена мемориальная доска[4].
- Имя Петрова носит школа в селе Партизанское Красноярского края.
- Советский писатель Василия Трушкина написал повесть «Сибирский партизан и писатель П. П. Петров».